# Diphenhydramine
Diphenhydramine là thuốc kháng histamine chủ yếu được sử dụng để điều trị dị ứng. Nó cũng được sử dụng cho chứng mất ngủ, triệu chứng của cảm lạnh thông thường, run rẩy trong bệnh parkinson và buồn nôn. Nó được sử dụng bằng miệng, tiêm vào tĩnh mạch và tiêm vào cơ bắp. Hiệu quả tối đa thường vào khoảng hai giờ sau một liều và tác dụng có thể kéo dài đến bảy giờ.
Các tác dụng phụ thường gặp bao gồm buồn ngủ, phối hợp kém và đau dạ dày. Việc sử dụng nó không được khuyến cáo ở trẻ nhỏ hoặc người già. Không có nguy cơ gây hại rõ ràng khi sử dụng trong khi mang thai; tuy nhiên, không nên sử dụng trong thời gian cho con bú. Đây là H 1 -antihistamine thế hệ đầu tiên và hoạt động bằng cách ngăn chặn một số tác dụng nhất định của histamine. Diphenhydramine cũng là một thuốc kháng cholinergic.
Diphenhydramine lần đầu tiên được George Riefchl sản xuất và được đưa vào sử dụng thương mại vào năm 1946. Nó có sẵn như là một loại thuốc gốc. Giá bán buôn ở các nước đang phát triển là khoảng 0.01 US$ mỗi liều. Tại Hoa Kỳ, chi phí ít hơn 25 US$ cho nguồn cung 1 tháng thông thường. Nó được bán dưới tên thương mại Benadryl, và các nhãn khác. Năm 2016, đây là loại thuốc được kê đơn nhiều thứ 210 tại Hoa Kỳ với hơn 2 triệu đơn thuốc.

## Sử dụng trong y tế
Diphenhydramine là thuốc kháng histamine thế hệ đầu tiên được sử dụng để điều trị một số bệnh bao gồm các triệu chứng dị ứng và ngứa, cảm lạnh thông thường, mất ngủ, say tàu xe và các triệu chứng ngoại tháp. Diphenhydramine cũng có đặc tính gây tê cục bộ, và đã được sử dụng như vậy ở những người dị ứng với thuốc gây tê tại chỗ phổ biến như lidocaine.

### Dị ứng
Diphenhydramine có hiệu quả trong điều trị dị ứng. Tính đến  năm 2007 đây là thuốc kháng histamine được sử dụng phổ biến nhất cho các phản ứng dị ứng cấp tính ở khoa cấp cứu.
Bằng cách tiêm, nó thường được sử dụng cùng với epinephrine để chống sốc phản vệ. Việc sử dụng nó cho mục đích này đã không được nghiên cứu đúng, tính đến 2007. Việc sử dụng nó chỉ được khuyến nghị khi các triệu chứng cấp tính đã được cải thiện.
Các công thức thuốc bôi tại chỗ của diphenhydramine có sẵn, bao gồm kem, nước thơm, gel và thuốc xịt. Chúng được sử dụng để làm giảm ngứa và có ưu điểm là gây ra ít tác dụng toàn thân (như buồn ngủ) so với dạng thuốc uống.